# Poltergeist (Band)
Poltergeist ist eine schweizerische Thrash-Metal-Band aus Liestal, die im Jahr 1983 unter dem Namen Carrion gegründet wurde und sich 1994 auflöste und seit 2013 wieder aktiv ist.

## Geschichte
Die Band wurde im Jahr 1983 unter dem Namen Carrion gegründet und veröffentlichte 1986 das Album Evil Is There!. Aus Unzufriedenheit mit dem eigenen Vorankommen und der Plattenfirma hielt man eine Umbenennung für erforderlich. Man wählte den Namen Poltergeist, weil er auf der ganzen Welt verstanden wird, dabei sofort der richtige Musikstil assoziiert wird, jedoch mit genügend Abstand zu der seinerzeit gebräuchlichen „satanische[n] Scheiße“, wie es André Grieder und V.O. Pulver im Metal-Star-Interview ausdrückten. Der Gitarrist und der Sänger waren damals auch der Kern, um den herum sich erst langsam eine beständige Band formte. Danach erschien 1988 das Demo Writing on the Wall, das von Marcel „Schmier“ Schirmer von Destruction produziert worden war. Nach einem Auftritt zusammen mit Hades und Despair bot der Despair-Sänger Robert Kampf der Band einen Plattenvertrag bei seinem frisch gegründeten Label Century Media an. Bei diesem Label veröffentlichte die Gruppe das Album Depression im Jahr 1989. Nach den Aufnahmen hatte der Schlagzeuger Jazzi die Band verlassen und war durch Joel „Gino“ Bessière ersetzt worden. Danach folgten mehrere Auftritte unter anderem drei zusammen mit Watchtower und Coroner. Hierbei konnte Bessière jedoch nicht teilnehmen, weshalb Jazzi hierzu zur Besetzung zurückkam. Auf dem zweiten Album war jedoch Gino wieder als Schlagzeuger zu hören. Nach den drei Auftritten verließ der Bassist Graf Poltergeist und wurde durch Marek Felis ersetzt. Das zweite Album folgte im Jahr 1991 unter dem Namen Behind My Mask bei demselben Label. Anfang Dezember 1990 kam Alex Lang als neuer Schlagzeuger hinzu. Ihr drittes und letztes Album erschien im Jahr 1993 unter dem Namen Nothing Lasts Forever über Haunted House Records. Bei den Aufnahmen sowie den unmittelbar folgenden Auftritten saß Peter Haas, der zu dieser Zeit mit Mekong Delta verbunden war, aushilfsweise am Schlagzeug. Von 1989 bis 1993 spielte die Band unter anderem Auftritte mit Destruction, Kreator, Tankard, Hellbastard, Voivod und Rumble Militia. Unter anderem spielte die Band auch in Spanien zusammen mit Sodom, Risk, Coroner, Accu§er, Deathrow und Soziedad Alkoholika. Nach einer letzten Tour im Jahr 1993 löste sich die Band im Jahr 1994 auf, wonach ein paar Bandmitglieder die Gruppe Gurd gründeten. Nachdem Schirmer Destruction verlassen hatte, hatte André Grieder Gesang für das 1989er Album Cracked Brain beigesteuert. Am Silvesterabend 2012 fanden Teile der alten Besetzung wieder zusammen und beschlossen, die Band wiederzubeleben. Als Schlagzeuger kam Sven Vormann (ex-Destruction), ein alter Freund der Band, zur Besetzung. Als Gitarrist war zudem Chapser Wanner inzwischen in der Besetzung. 2016 erschien mit Back to Haunt das erste Album nach der Wiedervereinigung.

## Stil
The Ultimate Hard Rock Guide Vol I – Europe befand, dass die Band Thrash Metal spielt, der stark durch Destruction beeinflusst wurde.
Laut Matthias Breusch vom Metal Hammer spielt die Band auf Depression technisch anspruchsvollen Speed- und Thrash-Metal, der mit Alice in Hell von Annihilator und Punishment for Decadence von Coroner vergleichbar ist. Im Interview mit Breusch gab V.O. Pulver an, dass die Texte auf dem Album von den Republikanern und dem Mauerfall handeln würden. Den Text zum Mauerfall habe er noch in der Nach vom 9. auf den 10. November geschrieben. Robert Müller gab ein Jahr später im selben Magazin an, dass die Band neben Coroner und Celtic Frost zu den bekanntesten Schweizer Thrash-Metal-Bands gehört. Auf Behind My Mask bewege sich die Band weg vom Stil der San Francisco Bay Area. Im Interview mit Müller gab Pulver an, dass man verstärkt versucht hat, Melodien einzubauen, wodurch das Material auf dem Album nun stärker gegen Power Metal tendiere. Zudem sei er der einzige in der Band, der Englisch könne, weshalb er alle Texte schreibe. Auf dem Album gehe es unter anderem um einen Vater, der seinem Sohn verbiete nach draußen zu gehen, da er befürchte, dass die Umwelt ihn krank machen würde, sowie die deutsche Wiedervereinigung. In der Ausgabe zuvor hatte Stefan Glas das Album rezensiert und er bestätigte, dass sich die Band, im Gegensatz zum Debütalbum, vom Bay-Area-Sound im Stil von Testament wegbewegt hat. Das Spiel der E-Gitarre sei originell und der Gesang habe sich stark verbessert. Auch bei Nothing Lasts Forever hat sich die Band laut Glas gewandelt. Die Lieder seien nun langsamer, seien dadurch intensiver und hätten „mehr Power“.
Auch Thomas Kupfer vom Rock Hard bemerkte auf Depression einen Bay-Area-Thrash-Metal-Einfluss. Auf Behind My Mask habe man sich von diesem Stil jedoch weit entfernt. Die Band habe sich weiterentwickelt und die Arrangements seien gereift. Im Interview mit Kupfer gab Pulver an, dass der Liedtitel auf eine Begebenheit aus der Vergangenheit zurückgeht. Bei einem Aufenthalt in der Rockfabrik Ludwigsburgs habe er einige Genussmittel konsumiert, wodurch er nicht mehr habe sprechen können und nur noch gegrinst habe. Dies sei wie eine Maske gewesen, die er aufgesetzt habe, während ihm wirren Gedanken durch den Kopf gegangen seien. Später habe er hierüber das Titellied geschrieben. Auch gebe es gesellschaftskritische Lieder, in denen man Straßengangs, die Tatsache, dass man in manchen Ländern bereits Kinder zum Töten erziehe, oder die damalige Umweltsituation thematisiere. In derselben Ausgabe rezensierte Kupfer das Album und stellt fest, dass sich die Band „[v]on dem auf endlosen Riff-Orgien basierenden Trash-Metal [SIC!] früherer Tage“ entfernt habe. Im Interview mit Uwe „Buffo“ Schnädelbach erläuterte V.O. Pulver einige Texte des Nothing-Lasts-Forever-Albums: Those Were Better Days handelt vom Älterwerden, Only You Remain vom vorübergehenden Reichtum-Glück, Nothing Lasts Forever von der Notwendigkeit, Vergänglichkeit zu akzeptieren, und Just Doing My Job von oftmals dem Gewissen entgegenstehender Pflichterfüllung.

## Diskografie
als Carrion
- 1983: Evil Is There! (Demo, Eigenveröffentlichung)
- 1986: Evil Is There! (Album, Sri Lanca Records)

als Poltergeist
- 1987: 1st Demo (Demo, Eigenveröffentlichung)
- 1988: Writing on the Wall (Demo, Eigenveröffentlichung)
- 1989: D.C.W. / You've Learned Your Lesson (Split mit Liar, Century Media)
- 1989: Depression (Album, Century Media)
- 1991: Behind My Mask (Album, Century Media)
- 1991: Promo-Demo '91 (Demo, Eigenveröffentlichung)
- 1992: Tell Me / Nothing Lasts Forever (Single, Century Media)
- 1993: Nothing Lasts Forever (Album, Haunted House Records)
- 2016: Back to Haunt (Album, Pure Steel Records)
- 2020: Feather of Truth (Album, Massacre Records)